# 완평군 (1634년)
완평군 이홍(完平君 李洪, 1634년 ∼ 1693년)은 조선중기의 왕족으로 덕흥대원군의 증손이며, 종실 진성군 이해령(珍城君 李海齡)의 5남이다.

## 생애
조선중기의 왕족으로 본관은 전주, 휘는 홍(洪)이다. 덕흥대원군의 증손이며, 선조의 백형 하원군의 손자이다. 아버지는 종실 진성군 이해령(珍城君 李海齡)이고, 어머니는 현부인 안동장씨(縣夫人 安東張氏) 효덕(孝德)이다.
부인은 함양인(咸陽人) 박유행(朴有行)의 딸로 현부인 함양박씨(縣夫人 咸陽朴氏)이다.
진성군의 5남으로 갑술(甲戌) 1634년(인조 12) 6월 10일 탄생하여 초수 완평부수(完平副守)에 책봉받았다. 1651년(효종 2) 돈화문(敦化門)으로 들어와 차비문(差備門) 밖에서 격쟁(擊錚)을 하여 수금(囚禁)되고 치죄(治罪)를 당하였다. 1667년(현종 8) 선조(宣祖)와 효종(孝宗)의 어필을 집에 둘 수 없어 진헌(進獻)하여 이해 8월 18일 명선대부(明善大夫)로 가자되었다. 이해 10월 14일 어필진적(御筆眞蹟)을 투절(偸竊)하였다 하여 나문정죄(拏問定罪)되고, 가자된 것은 취소되었다. 1675년(숙종 1) 흥원문(興元門)으로 들어와 차비문(差備門) 밖에서 격쟁(擊錚)을 하여 수금(囚禁)되고 치죄(治罪)를 당하였다. 1676년(숙종 2) 종신으로 영의정 허적(許積) 등과 주강(晝講)에 참석하여 진언(進言)하기를, “종실(宗室) 자손의 서파(庶派)는 일찍이 사로(仕路)에서 막힘을 당하지 아니하였습니다. 그런데 지금 종실의 아들로서 무과(武科)에 오른 자가 서파라고 해서 선전관(宣傳官)의 천거에서 삭제를 당하였으므로 감히 계달합니다.”하니, 임금이 종친부(宗親府)로 하여금 조사하여 아뢰게 한 바, 과연 홍의 말과 같았다. 임금(숙종)이 진노(震怒)하여 선전관 19인을 다 잡아 가두고 이내 막히게 된 세 사람을 함께 천거에 넣도록 명하였다. 1677년(숙종 3) 경복궁 중수(重修) 할 것을 상소하였다. 완평수(完平守)에 봉작되었다가 다시 완평부수(完平副守)로 강등되었다. 1682년(숙종 8) 명선대부(明善大夫) 완평부정(完平副正)으로 가자되었다. 1683년(숙종 9) 서용(敍用)되고, 이해 7월 24일 명의대부(明義大夫)에 가자되고, 이해 7월 24일 완평군(完平君)에 봉작되었다. 1686년(숙종 12) 다시 서용(敍用)되었다. 계유(癸酉) 1693년(숙종 19) 4월 9일 향년 60세로 별세하여 경기도 시흥시 군자동 장현2리 묘좌로 예장하였다.

## 가족관계
- 아버지 : 진성군 이해령(珍城君 李海齡)
- 어머니(계모) : 현부인 당성김씨(縣夫人 唐城金氏), 사과(司果) 당성인(唐城人) 김세응(金世應)의 딸.
- 어머니(생모) : 현부인 안동장씨(縣夫人 安東張氏), 이름은 효덕(孝德).
- 부인 : 현부인 함양박씨(縣夫人 咸陽朴氏, 1690년 - ?년), 함양인(咸陽人) 박유행(朴有行)의 딸.
  - 아들(양자) : 이운한(李雲漢, 1678년 - 1740년), 동복형 종실 동평수 이황(東平守 李潢)
  - 장남 : 이주한(李柱漢)
  - 2남 : 이조한(李朝漢, 1662년 - ?년)
- 후실 : 무향(蕪香).
  - 딸 : 이득례(李得禮, 1658년 - ?년), 청주인(淸州人) 한만(漢漫)에게 출가.